# Susan Nattrass
Susan „Sue“ Marie Nattrass, OC (* 5. November 1950 in Medicine Hat) ist eine kanadische Sportschützin im Wurfscheibenschießen in der Disziplin Trap, sowie eine medizinische Forscherin auf dem Gebiet der Osteoporose und Frauengesundheit.

## Sportliche Anfänge
Sue Nattrass wurde von ihrem Vater Floyd Nattrass mit dem Trapschießen vertraut gemacht. 1963 schoss sie ihren ersten Wettkampf bei der nationalen Amateur-Trapshooting-Vereinigung (ATA). Sie sagte mal selbst über ihren Vater:
„Während andere Kinder den Sommer über an den See gingen, gingen wir immer zu Trapschießen. Mein Vater fing an, als ich fünf Jahre war; wir gingen zu Schießen und ich tat alles, was ich tun konnte, um ein Teil davon zu sein. Als ich zwölf wurde, brachte er mir das Schießen bei.“

## Sportliche Karriere
Die Ausnahmesportlerin Susan „Sue“ Nattrass bestritt ihre ersten internationalen Wettkämpfe 1969 und bei ihrer ersten Weltmeisterschaften 1970 in Phoenix wurde sie Fünfte. Den bis jetzt letzten offiziellen Wettkampf bestritt sie 2021 beim ISSF Weltcup in Osijek und belegte Platz 30. Ebenfalls war sie Teilnehmerin beim ISSF Grand Prix in Granada 2022.
In der seid über fünfzig Jahren andauernden Karriere ist sehr viel passiert. Nattrass war Teilnehmerin bei sechs Olympischen Sommerspiele, wurde siebenmal Weltmeisterin und dreimal Vizemeisterin, war Teilnehmerin der ersten ISSF Masters (Veteranen) Weltmeisterschaft 2019 in Suhl und erhielt den achten Weltmeistertitel, holte viermal Silber und dreimal Bronze bei den Commonwealth Spiele, wurde Vizemeisterin bei den Continental-Amerikanischen-Meisterschaften in São Paulo, gewann zwei Weltcups und bekam einmal Silber sowie zweimal Bronze.

### Olympische Spiele
Nattrass war Teilnehmerin an insgesamt sechs Olympischen Sommerspiele teil, bei ihre ersten drei Teilnahmen 1976, 1988 und 1992 startete sie im offenen Trap-Wettkampf, denn es gab noch keine eigene Damenklasse und sie schoss mit den Männern zusammen. 2000 und 2004 startete sie im Damen-Trap- und Damen-Doppeltrap-Wettkampf und 2008 im Damen-Trap-Wettkampf. Ihre beste Platzierung erreichte sie 2004 im Damen-Trap-Wettkampf. 1976 in Montreal war sie die erste Frau, die jemals in einem olympischen Trap-Wettkampf gestartet ist.
- Montreal 1976 – Trap (offen): Platz 25 mit 173 von 200 Scheiben von insgesamt 43 Startern.
- Seoul 1988 – Trap (offen): Platz 30 mit 141 von 150 Scheiben von insgesamt 49 Startern.
- Barcelona 1992 – Trap (offen): Nach 142 getroffenen Scheiben stand sie im Semifinale, nach 46 weiteren Treffern belegte sie mit 188 Scheiben Platz 21.
- Sydney 2000 – Trap Damen: Mit 64 Treffern verpasste sie das Finale um 2 Scheiben und wurde Neunte.
- Sydney 2000 – Doppeltrap Damen: Platz 15 mit 93 Treffern.
- Athen 2004 – Trap Damen: Mit 61 Treffern qualifizierte sie sich als fünfte fürs Finale, mit lediglich 15 Treffern im Finale und einem Ergebnis von 76 Treffern blieb nur Platz 6, Platz 5 übernahm die Deutsche Susanne Kiermayer.
- Athen 2004 – Doppeltrap Damen: Platz 15 mit 88 Treffern.
- Peking 2008 – Trap Damen: Platz 11 mit 63 Treffern.

### ISSF Weltmeisterschaften und Weltcups
Bereits bei Susan Nattrass zweiten Weltmeisterschaft wurde sie Vizeweltmeisterin 1971 in Bologna, danach folgten bis 1981 sechs Weltmeister-Titel in Folge, 1974 in Bern, 175 in München, 1977 in Antibes, 1978 in Seoul, 1979 in Montcatini und 1981 in Tucumán, bis 2005 wurde sie noch dreimal Vizeweltmeisterin und erhielt dreimal Bronze. 2006 wurde sie mit 56 Jahren in Zagreb zum siebten Mal Weltmeisterin. Insgesamt nahm Susan Nattrass an 33 Weltmeisterschaften teil und dabei startete sie bei 45 Wettkämpfen in den Einzeldisziplinen Trap und Doppeltrap, bei den 33 Trapwettkämpfen lagen die Platzierungen von 24 Wettkämpfen in den Top Ten. Von 1993 bis 2021 hat sie zahllosen Weltcups bestritten, in denen sie 1993 zweimal Gold im Doppeltrap gewann, sowie einmal Silber 2000 in Sydney und zweimal Bronze 2000 und 2001 in Lonato.

### Panamerikanische und Commonwealth Spiele
Bei den Panamerikanischen Spiele 2007 in Rio de Janeiro wurde ihr die Ehre zuteil, bei der Eröffnungsveranstaltung die kanadische Flagge zu tragen und gewann abschließend Gold im Damen-Trapschießen. Nach dem Beginn der Frauenwettbewerben bei den Commonwealth Spiele 2002, nahm Nattrass auch dort teil und gewann viermal Silber und dreimal Bronze. 2014 wurde ihr auch bei den Commonwealth Spiele die Ehre zuteil, die kanadische Flagge bei der Eröffnungsveranstaltung in Glasgow zu tragen.

### American Trap und nationale Meisterschaften
Im Zeitraum von 1970 bis 1983 und 2013 wurde Nattrass beim Trapschießen im amerikanischen Stil fünfzehn Mal ins „All American Women`s Trap Team“ berufen. Sie war 1973 Co-Kapitänin und (1974–1978) Kapitänin des Teams und hat 30 Grand American Awards, mehr als zehn kanadische Meistertitel, zwanzig Provinzmeistertitel (Ontario, Alberta und die Atlantischen Provinzen) und vom Bundesstaat Washington erhalten.

## Pionierarbeit
Sue Nattrass ist nicht nur Leistungssportlerin und medizinische Forscherin, sondern auch Pionierin für Frauenrechte in ihrem Sport. Sie setzte sich beim IOC dafür ein, dass Trap- und Skeet-Wettkämpfe als eigene Veranstaltung für Frauen aufgenommen werden, nachdem nach Barcelona 1992 Frauen gesperrt wurden. Nach fünf Jahren hartem Kampf wurde dies 2000 in Sydney verwirklicht. Ebenso tat sie dies auch für die Commonwealth Spiele erfolgreich. Sie wurde dadurch zum Vorbild und zu einer Führungspersönlichkeit im Wurfscheibenschießsport.

## Bildung und Forschung
Susan Nattrass machte 1972 ihren Bachelor-Abschluss in Sportpädagogik an der Universität von Alberta und zwei Jahre später ihren Master-Abschluss. 1987 promovierte sie in Sportwissenschaften an der Universität von Alberta.
1996 zog Nattrass nach Vashon Island in der Nähe von Seattle, weil sie im September des Jahres als medizinische Forscherin für Frauengesundheit zum Pacific Medical Center kam. Von 2007 bis 2013 war sie dort Forschungsdirektorin. Als Besitzerin betreibt sie seit 2002 das Puget Sound Osteoporose Center, wo sie die Auswirkungen des Alterns der Knochen ins besonders bei Frauen und aktiven Sportlerinnen untersucht und dazu klinische Studien durchführt auch Studien zu Diabetes und Schmerzmanagement gehören zu ihrem Aufgabenbereich, sowie die Durchführung von Knochendichtemessungen mit der DXA-Methode und kostenlose Vorsorgeuntersuchungen anbietet.

## Auszeichnungen und Ehrungen
(Quelle: )
- 1981 Officer of the Order of Canada (OC)
- 1983 Einer der fünf herausragenden jungen Kanadier
- 1987 Empfänger des Bürgermeisters Silver Ribbon Award
- 1987 Eine von Edmonton YWCAs Frauen des Jahres
- 1990 Empfängerin des Great Canadian Award
- 2004 Empfänger des University of Alberta Alumni Award

- Sportler des Jahres
  - 1981 Lou Marsh Trophy, Kanadas Sportler des Jahres
  - 1977 Kanadas Sportlerin des Jahres
  - 1977 Ontario Athlet des Jahres
  - 1981 Kanadas Sportlerin des Jahres
  - 1981 Edmontons Amateursportler des Jahres
  - 1982 Alberta Premier Award
  - …der Shooting Federation of Canada (SFC) in den Jahren 1993, 2000, 2001, 2005, 2006, 2007 und 2008

- Hall/Wall of Fames
  - 1975 Canadian Olympic Hall of Fame
  - 1977 Hall of Fame des kanadischen Sports
  - 1980 Sports Hall of Fame von Alberta
  - 1985 Wall of Fame der University of Alberta
  - 2000 Sports Hall of Fame von Edmonton